# 나이트메어 (밴드)
나이트메어(ナイトメア, Nightmare)는 일본의 비주얼계 밴드이다. 약칭은 메아(メア).

## 구성원
- 요미(YOMI, 1981년 7월 14일~) - 보컬
미야기현 오사키시 출신
- 히츠기(柩, 1982년 3월 5일 ~ ) - 기타
미야기 현 나토리시(도쿄도 출생) 출신
- 사키토(咲人, 1981년 6월 29일 ~ ) - 기타
미야기 현 오가와라 마치 출신
- 니야(Ni~ya, 1981년 6월 23일 ~ ) - 베이스
미야기 현 카쿠다 시 출신
- 루카(RUKA, 1979년 6월 9일 ~ ) - 리더, 드럼
사이타마현 가와고에시 출신(도쿄 도 출생)

## 음반 목록

### 앨범
1. Ultimate Circus (2003년12월25일)
2. リヴィド 리비도 (2004년12월21일)
3. anima (2006년2월26일)
4. the WORLD Ruler (2007년2월28일)
5. killer show (2008년5월21일)
6. majestical parade (2009년5월13일）
7. Gianizm (2010년1월1일 데뷔 10주년 기념 앨범）(데뷔 2000년1월1일)

### 싱글
1. -Believe- (2003년8월21일)
2. 茜/HATE/Over 아카네 (2003년11월21일)
3. Varuna (2004년4월21일)
4. 東京傷年 도쿄쇼넨 (2004년7월22일)
5. シアン 시안 (2004년10월21일)
6. 時分ノ花 지분노하나 (2005년4월1일)
7. Яaven Loud speeeaker (2005년8월10일)
8. livEVIL (2005년12월7일)
9. the WORLD/アルミナ 아루미나 (2006년10월18일)
10. レゾンデートル 레종데트르 (2007년6월6일)
11. このは 코노하 (2007년10월3일)
12. DIRTY (2007년11월7일)
13. Lost in Blue (2008년9월17일)
14. NAKED LOVE (2008년12월3일)